# 姜秉澤
姜秉澤（韓語：강병택），韓國電視劇導演。

## 作品列表

### 電視劇
- 2004年：KBS《海神》
- 2010年：KBS《巨商金萬德》
- 2014年：KBS《鄭道傳》

### 製作人作品
- 2006年：KBS《透明人間崔長洙》
- 2009年：KBS《公主歸來》
- 2010年：KBS《Drama Special－Rock Rock Rock》
- 2011年：KBS《Drama Special－白色聖誕節》
- 2011年：KBS《Drama Special－四百年的夢》
- 2011年：KBS《Drama Special－Hair Show》
- 2011年：KBS《Drama Special－完美間諜》
- 2012年：KBS《赤道的男人》

### 總製作人作品
- 2014年：KBS《只有你是我的愛》
- 2015年：KBS《Assembly》
- 2016年：KBS《雲畫的月光》
- 2016年：KBS《通往機場的路》
- 2017年：KBS《Mad Dog》
- 2017年：KBS《黑騎士》
- 2018年：KBS《最完美的離婚》
- 2019年：KBS《Perfume》
- 2020年：KBS《靈魂維修工》

## 外部連結
- NAVER